# Canton de la Grand-Combe

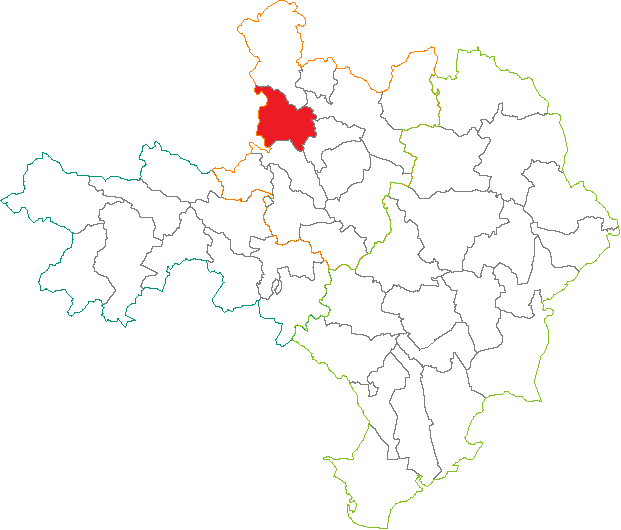
Le canton avant 2015

Le canton de la Grand-Combe est une division administrative du département du Gard, dans les arrondissements d'Alès et du Vigan.

## Histoire
Le canton de la Grand-Combe a été créé en 1858 lorsque le canton de Saint-Martin-de-Valgalgues a été supprimé.
Un nouveau découpage territorial du Gard entre en vigueur à l'occasion des élections départementales de mars 2015, défini par le décret du 24 février 2014, en application des lois du 17 mai 2013 (loi organique 2013-402 et loi 2013-403). Les conseillers départementaux sont, à compter de ces élections, élus au scrutin majoritaire binominal mixte. Les électeurs de chaque canton élisent au Conseil départemental, nouvelle appellation du Conseil général, deux membres de sexe différent, qui se présentent en binôme de candidats. Les conseillers départementaux sont élus pour 6 ans au scrutin binominal majoritaire à deux tours, l'accès au second tour nécessitant 12,5 % des inscrits au 1er tour. En outre la totalité des conseillers départementaux est renouvelée. Ce nouveau mode de scrutin nécessite un redécoupage des cantons dont le nombre est divisé par deux avec arrondi à l'unité impaire supérieure si ce nombre n'est pas entier impair, assorti de conditions de seuils minimaux. Dans le Gard, le nombre de cantons passe ainsi de 46 à 23. Le nombre de communes du canton de la Grand-Combe passe de 6 à 28.
Le nouveau canton de la Grand-Combe est formé de communes des anciens cantons de Génolhac (11 communes), de La Grand-Combe (6 communes), de Alès-Ouest (3 communes), de Saint-Jean-du-Gard (3 communes), de Lasalle (4 communes) et de Anduze (1 commune). Avec ce redécoupage administratif, le territoire du canton s'affranchit des limites d'arrondissements, avec 24 communes incluses dans l'arrondissement d'Alès et 4 dans l'arrondissement du Vigan. Le bureau centralisateur est situé à La Grand-Combe.

## Administration

### Juges de paix
| Période | Période | Identité        | Fonction précédente                  | Observation |
| ------- | ------- | --------------- | ------------------------------------ | ----------- |
| 1895    | 1900    | Clément Auzière | Juge de paix du canton de Noirétable | -           |

- 1951 : Joseph Armogathe[6]

### Conseillers d'arrondissement
| Période                                  | Période | Identité           | Étiquette         | Qualité                                                          |
| ---------------------------------------- | ------- | ------------------ | ----------------- | ---------------------------------------------------------------- |
| 1858                                     | 1871    | Anselme Gervais    |                   | Maire de Rousson                                                 |
| 1871                                     | 1880    | Émile Graffin      | Monarchiste       | Ingénieur civil des Mines, Directeur des mines de La Grand-Combe |
| 1880                                     | 1907    | Joseph Laupies     | Conservateur      | Maire de Sainte-Cécile-d'Andorge                                 |
| 1907                                     | 1919    | Félicien Troussier | Réactionnaire     | Propriétaire à La Grand-Combe                                    |
| 1919                                     | 1940    | Clovis Bonijol     | SFIO puis PC-SFIC | Menuisier à La Grand-Combe                                       |
| Les données manquantes sont à compléter. |         |                    |                   |                                                                  |

### Conseillers généraux
| Période | Période      | Identité                          | Étiquette                            | Qualité |
| ------- | ------------ | --------------------------------- | ------------------------------------ | --- |
| 1858    | 1879 (décès) | François Beau                     | Conservateur                         | Directeur général de la Compagnie des Mines, maire de La Grand-Combe |
| 1879    | 1898 (décès) | Emile Graffin                     | Conservateur puis Républicain rallié | Directeur Général des Mines de La Grand-Combe Maire de La Grand-Combe |
| 1898    | 1907 (décès) | Clément de Currières de Castelnau | Conservateur puis Républicain rallié | Ingénieur aux mines de La Grand-Combe |
| 1907    | 1919         | Joseph Mazodier (1863-1940)       | Libéral                              | Ingénieur Directeur de la Compagnie des Mines de La Grand-Combe Maire de La Grand-Combe |
| 1919    | 1928         | Émile Viala                       | PRS                                  | Docteur en médecine |
| 1928    | 1940         | Germain Soustelle (1896-1967)     | SFIO                                 | Ouvrier à la Compagnie des Mines Maire de La Grand-Combe |
|         |              |                                   |                                      | |
| 1942    | 1945         | Auguste Thomas                    |                                      | Maire de La Grand-Combe Nommé conseiller départemental en 1942 |
|         |              |                                   |                                      | |
| 1945    | 1951         | Gabriel Roucaute                  | PCF                                  | Ouvrier métallurgiste Maire d'Alès (1945-1947) Député (1945-1958) |
| 1951    | 1964         | Germain Soustelle                 | SFIO                                 | Mineur retraité Maire de La Grand-Combe (1947-1965) |
| 1964    | 1975 (décès) | Jean Delpuech                     | PCF                                  | Mineur Maire des Salles-du-Gardon (1948-1975) Député suppléant de la 3e circonscription du Gard (1967-1975) |
| 1975    | 1988         | Ferdinand Durand                  | PCF                                  | Adjoint au maire de La Grand-Combe (jusqu'en 1989) |
| 1988    | 2015         | Patrick Malavieille               | PCF                                  | Formateur CFA Maire de La Grand-Combe (1995-2001 et 2008-2023) Suppléant du député Gilbert Millet (1988-1993) Député (1997-2002) Conseiller municipal d'Alès (2001-2004) Conseiller régional (2004-2008) Vice-président du Conseil régional (2004-2008) Vice-président du Conseil général (2004-2015) |

### Conseillers départementaux
| Période élective | Période élective | Mandat | Mandat   | Identité               | Nuance | Nuance | Qualité |
| ---------------- | ---------------- | ------ | -------- | ---------------------- | ------ | ------ | --- |
| 2015             | 2021             | 2015   | 2021     | Isabelle Fardoux-Jouve |        | PCF    | Journaliste à La Marseillaise à Alès, Saint-Paul-la-Coste Déléguée à l'égalité femme-homme et à la lutte contre les discriminations                                                     |
| 2015             | 2021             | 2015   | 2021     | Patrick Malavieille    |        | PCF    | Formateur en CFA Maire de La Grand-Combe (1995-2001 et 2008-2023) Vice-président du conseil départemental (depuis 2015) Délégué à la culture, au patrimoine et à l'éducation artistique |
| 2021             | 2028             | 2021   | en cours | Isabelle Fardoux-Jouve |        | PCF    | Conseillère sortante |
| 2021             | 2028             | 2021   | en cours | Patrick Malavieille    |        | PCF    | Ancien maire de La Grand-Combe 3ème Vice-Président du conseil départemental délégué à la culture, au patrimoine et à la création artistique                                             |

### Résultats détaillés

#### Élections de mars 2015
Lors des élections départementales de 2015, le binôme composé d'Isabelle Fardoux-Jouve et Patrick Malavieille (PCF) est élu au 1er tour avec 53,03 % des suffrages exprimés, devant le binôme composé de Nadine Celda et Guy Challier (FN) (29,27 %). Le taux de participation est de 55,59 % (9 474 votants sur 17 042 inscrits) contre 53,96 % au niveau départementalet 50,17 % au niveau national.

#### Élections de juin 2021
Le premier tour des élections départementales de 2021 est marqué par un très faible taux de participation (33,26 % au niveau national). Dans le canton de la Grand-Combe, ce taux de participation est de 37,41 % (6 196 votants sur 16 561 inscrits) contre 33,46 % au niveau départemental. À l'issue de ce premier tour, deux binômes sont en ballottage : Isabelle Fardoux-Jouve et Patrick Malavielle (Union à gauche avec des écologistes, 62,73 %) et Marie-Ange Jardin et Jean-Michel Martin (RN, 20,04 %).
Le second tour des élections est marqué une nouvelle fois par une abstention massive équivalente au premier tour. Les taux de participation sont de 34,36 % au niveau national, 34,93 % dans le département et 40,98 % dans le canton de la Grand-Combe. Isabelle Fardoux-Jouve et Patrick Malavielle (Union à gauche avec des écologistes) sont élus avec 74,45 % des suffrages exprimés (4 713 voix pour 6 784 votants et 16 556 inscrits),,. 

## Composition

### Composition avant 2015

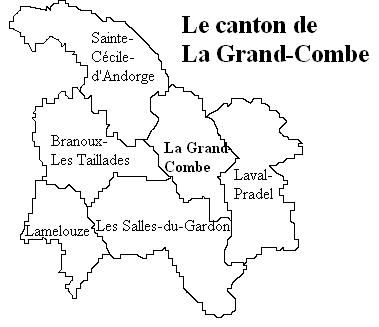
Le canton avant 2015.

Le canton regroupait six communes.
| Nom                        | Code Insee | Codepostal | Superficie (km2) | Population (dernière pop. légale) | Densité (hab./km2) |
| -------------------------- | ---------- | ---------- | ---------------- | --------------------------------- | ------------------ |
| La Grand-Combe (chef-lieu) | 30132      | 30110      | 12,01            | 5 229 (2012)                      | 435                |
| Branoux-les-Taillades      | 30051      | 30110      | 15,02            | 1 408 (2012)                      | 94                 |
| Lamelouze                  | 30137      | 30110      | 8,83             | 100 (2012)                        | 11                 |
| Laval-Pradel               | 30142      | 30110      | 17,68            | 1 188 (2012)                      | 67                 |
| Les Salles-du-Gardon       | 30307      | 30110      | 21,09            | 2 547 (2012)                      | 121                |
| Sainte-Cécile-d'Andorge    | 30239      | 30110      | 19,09            | 556 (2012)                        | 29                 |

### Composition à partir de 2015
Le nouveau canton de la Grand-Combe comprend vingt-huit communes entières.
| Nom                                    | Code Insee | Intercommunalité      | Superficie (km2) | Population (dernière pop. légale) | Densité (hab./km2) | Modifier                                    |
| -------------------------------------- | ---------- | --------------------- | ---------------- | --------------------------------- | ------------------ | ------------------------------------------- |
| La Grand-Combe (bureau centralisateur) | 30132      | CA Alès Agglomération | 12,01            | 4 837 (2022)                      | 403                | modifier les données · modifier les données |
| Aujac                                  | 30022      | CA Alès Agglomération | 16,47            | 157 (2022)                        | 9,5                | modifier les données · modifier les données |
| Bonnevaux                              | 30044      | CA Alès Agglomération | 8,81             | 77 (2022)                         | 8,7                | modifier les données · modifier les données |
| Branoux-les-Taillades                  | 30051      | CA Alès Agglomération | 15,02            | 1 297 (2022)                      | 86                 | modifier les données · modifier les données |
| Cendras                                | 30077      | CA Alès Agglomération | 12,86            | 1 612 (2022)                      | 125                | modifier les données · modifier les données |
| Chambon                                | 30079      | CA Alès Agglomération | 14,65            | 262 (2022)                        | 18                 | modifier les données · modifier les données |
| Chamborigaud                           | 30080      | CA Alès Agglomération | 17,86            | 886 (2022)                        | 50                 | modifier les données · modifier les données |
| Concoules                              | 30090      | CA Alès Agglomération | 16,47            | 271 (2022)                        | 16                 | modifier les données · modifier les données |
| Génolhac                               | 30130      | CA Alès Agglomération | 17,30            | 820 (2022)                        | 47                 | modifier les données · modifier les données |
| Lamelouze                              | 30137      | CA Alès Agglomération | 8,83             | 138 (2022)                        | 16                 | modifier les données · modifier les données |
| Laval-Pradel                           | 30142      | CA Alès Agglomération | 17,68            | 1 088 (2022)                      | 62                 | modifier les données · modifier les données |
| Malons-et-Elze                         | 30153      | CC Mont-Lozère        | 31,21            | 115 (2022)                        | 3,7                | modifier les données · modifier les données |
| Mialet                                 | 30168      | CA Alès Agglomération | 30,76            | 629 (2022)                        | 20                 | modifier les données · modifier les données |
| Ponteils-et-Brésis                     | 30201      | CC Mont-Lozère        | 27,80            | 368 (2022)                        | 13                 | modifier les données · modifier les données |
| Portes                                 | 30203      | CA Alès Agglomération | 14,42            | 324 (2022)                        | 22                 | modifier les données · modifier les données |
| Saint-Bonnet-de-Salendrinque           | 30236      | CA Alès Agglomération | 3,59             | 124 (2022)                        | 35                 | modifier les données · modifier les données |
| Saint-Jean-du-Gard                     | 30269      | CA Alès Agglomération | 41,64            | 2 533 (2022)                      | 61                 | modifier les données · modifier les données |
| Saint-Paul-la-Coste                    | 30291      | CA Alès Agglomération | 18,95            | 327 (2022)                        | 17                 | modifier les données · modifier les données |
| Saint-Sébastien-d'Aigrefeuille         | 30298      | CA Alès Agglomération | 15,82            | 510 (2022)                        | 32                 | modifier les données · modifier les données |
| Sainte-Cécile-d'Andorge                | 30239      | CA Alès Agglomération | 19,09            | 528 (2022)                        | 28                 | modifier les données · modifier les données |
| Sainte-Croix-de-Caderle                | 30246      | CA Alès Agglomération | 7,63             | 103 (2022)                        | 13                 | modifier les données · modifier les données |
| Les Salles-du-Gardon                   | 30307      | CA Alès Agglomération | 21,09            | 2 403 (2022)                      | 114                | modifier les données · modifier les données |
| Sénéchas                               | 30316      | CA Alès Agglomération | 14,86            | 241 (2022)                        | 16                 | modifier les données · modifier les données |
| Soustelle                              | 30323      | CA Alès Agglomération | 11,09            | 120 (2022)                        | 11                 | modifier les données · modifier les données |
| Thoiras-Corbès                         | 30329      | CA Alès Agglomération | 26,17            | 603 (2022)                        | 23                 | modifier les données · modifier les données |
| Vabres                                 | 30335      | CA Alès Agglomération | 4,75             | 140 (2022)                        | 29                 | modifier les données · modifier les données |
| La Vernarède                           | 30345      | CA Alès Agglomération | 5,59             | 357 (2022)                        | 64                 | modifier les données · modifier les données |
| Canton de la Grand-Combe               | 3008       |                       | 452,42           | 20 870 (2022)                     | 46                 | modifier les données                        |

## Démographie

### Démographie avant 2015
| 1962   | 1968   | 1975   | 1982   | 1990   | 1999   | 2006   | 2011   | 2012   |
| ------ | ------ | ------ | ------ | ------ | ------ | ------ | ------ | ------ |
| 24 845 | 21 953 | 17 578 | 14 981 | 13 096 | 11 254 | 10 903 | 11 000 | 11 028 |

### Démographie depuis 2015
En 2022, le canton comptait 20 870 habitants, en évolution de −3,75 % par rapport à 2016 (Gard : +2,97 %, France hors Mayotte : +2,11 %).
| 2013   | 2018   | 2022   |
| ------ | ------ | ------ |
| 22 110 | 21 422 | 20 870 |

## Patrimoine
|  |  |